# Beelzefuzz
Beelzefuzz ist eine US-amerikanische Hard-Rock- und Doom-Metal-Band aus Maryland, die im Jahr 2009 gegründet wurde.

## Geschichte
Die Band wurde im September 2009 gegründet, nachdem sich die Band Moonshine Mile des Bassisten Pug und des Schlagzeugers Rob Jenkins aufgelöst hatte. Als Sänger und Gitarrist war Dana Ortt in der Band, der vorher bei der Band Dead Men Sway tätig war. Zusammen entwickelten sie die ersten Lieder und nahmen die ersten Demos auf. Nachdem die Band Lieder eines Demos aus dem Jahr 2010 ins Netz gestellt wurden, wurde Schlagzeuger Darin McCloskey auf die Band aufmerksam. Da Ortt fand, dass dieser zur Band passte, kam McCloskey als neuer Schlagzeuger zur Besetzung. Im Jahr 2012 nahm die Band ihr Debütalbum in Middletown, Maryland, unter der Leitung von Chris Kozlowski auf. Das selbstbetitelte Debüt erschien im Jahr 2013 über The Church Within Records.

## Stil
Laut Dana Ortt wurde die Gruppe durch Bands wie Black Sabbath, Dio, Lucifer’s Friend, Uriah Heep, Deep Purple, Captain Beyond und Genesis inspiriert. Jessica Bausola von metalnews.de bezeichnet die Musik als eine Mischung aus Hard Rock und Doom Metal und zog Vergleiche zu Bands wie Deep Purple, Led Zeppelin, Pentagram, Saint Vitus und älteren Grand Magus.

## Diskografie
- 2011: Demo 2011 (Demo, Eigenveröffentlichung)
- 2012: Demo 2012 (Demo, Eigenveröffentlichung)
- 2013: Beelzefuzz (Album, The Church Within Records)